# Bassussarry
Bassussarry (en euskera Basusarri) es una comuna francesa, situada en el departamento de Pirineos Atlánticos en la región de Nueva Aquitania. Pertenece al territorio histórico de Labort y a la Comunidad de aglomeración del País Vasco.
La comuna de Basusarri se encuentra limitada al norte por los municipios de Anglet y Bayona, Villefranque al este y con Arcangues y Ustaritz al sur. El término municipal está atravesado por el curso del Nive, afluente del río Adur.

## Toponimia
Debido a la extensión del euskera en el pasado, el término Basusarri, al igual que su cognado Bixessarri (división menor de la parroquia de San Julián de Loria, en Andorra), procede de *baxa-sarri, diminutivo a su vez de basa-sarri, con el significado de bosque espeso o lugar silvestre. Con el tiempo, y de la misma manera que en las otras regiones no francoparlantes de Francia, la grafía toponímica fue adptándose a la centralización lingüística por parte del Estado francés, denominando así a la comuna como Bassussarry, único nombre hoy oficial.

## Heráldica
Partido: 1º, en campo de gules, dos palomas de plata, puestas en palo, y 2º, en campo de sinople, tres hojas de roble, de plata, mal ordenadas. Jefe cosido de sable, cargado de una faja ondeada de plata.

## Demografía
| Gráfica de evolución demográfica de Bassussarry entre 1800 y 2017 |
|                                                                   |

Fuentes: Ldh/EHESS/Cassini e INSEE.